# Louis François de Monteynard

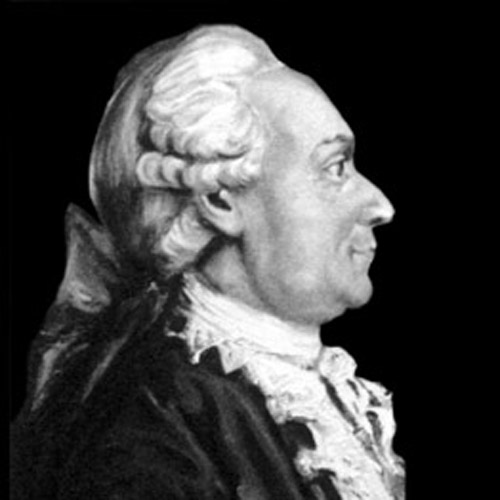
de Monteynard

Louis François, marquis de Monteynard (* 13. Mai 1713 in La Pierre; † 3. Mai 1791 in Paris) war ein französischer Militär und Staatsmann.
Im Alter von vierzehn Jahren trat er in das Régiment de Royal Vaisseaux ein, das zu diesem Zeitpunkt von seinem Cousin, dem Chevalier de Marcieu kommandiert wurde. In diesem Regiment nahm er an allen großen Feldzügen Ludwigs XV. teil. Er kämpfte erfolgreich auf den Schlachtfeldern in Italien, Österreich, auf der Insel Menorca, in Deutschland und in den Niederlanden. 1759 gipfelte seine Karriere in der Ernennung zum Lieutenant général.
Im Jahre 1771 wurde er von Louis XV dazu ausersehen, den bisherigen Kriegsminister (Secrétaire d’État à la Guerre), Étienne François, duc de Choiseul zu ersetzen. In den drei Jahren seines Ministeramtes startete er eine Anzahl von Aktionen, um das nicht gerade beneidenswerte Los der Soldaten zu verbessern. Dafür wurde er von Voltaire als Beispiel für Europa in seinem Philosophischen Wörterbuch erwähnt.
De Monteynard engagierte sich stark in seiner Heimatregion, der Dauphiné. Er war einer der Mitbegründer der Volksbibliothek in Grenoble und verteidigte auch dieses Projekt 1771 vor dem König. Im gleichen Jahr setzte er sich auf Wunsch der Patrizier von Grenoble für eine Übersiedlung des Regionalparlaments der Dauphiné von Valence nach Grenoble ein. Bis heute finden dessen Beratungen im Rathaus von Grenoble statt. Im Jahre 1773 ließ er das Pfarrhaus seiner Heimatgemeinde La Pierre wiedererrichten sowie eine neue Kirche bauen und den dazugehörigen Friedhof einrichten.
Von 1772 bis 1789 war Monteynard sechster und letzter Gouverneur von Saarlouis. 1774 wurde er zum Gouverneur von Korsika ernannt. Auch war er der Gründer der Kavallerieschule der französischen Armee in Saumur. Aus dieser ist dann nach der französischen Revolution die bis heute bestehende militärische Sportreiterstaffel Cadre Noir hervorgegangen.
Das Schloss Cruzille in Tencin hat er 1775 wieder aufgebaut, jedoch selbst nie bewohnt.
Er starb in Paris während der französischen Revolution.
Trotz der 1788 erlassenen gesetzlichen Verbote von Beerdigungen in Kirchen, ist es den Armen seiner Nachbarschaft und ehemaligen Soldaten gelungen, die sterblichen Überreste des Marquis de Monteynard in der Kirche der Jakobiner (Èglise des Jacobins) in Toulouse zu bestatten.

## Sonstiges
Nach Monteynard wurde das Fort Monteynard im Festungsgürtel von Grenoble benannt.